# Ischionodonta rufomarginata
Ischionodonta rufomarginata là một loài bọ cánh cứng trong họ Cerambycidae.